# Anatoli Martchenko
Pour les articles homonymes, voir Martchenko.
Anatoli Tikhonovitch Martchenko (en russe : Анатoлий Тихонович Мaрченко), né le 23 janvier 1938 à Barabinsk et mort le 8 décembre 1986 à Tchistopol, est un écrivain dissident soviétique.

## Biographie
Il fait partie du groupe créé en 1975 qui prône le respect de l'acte final de la CSCE, notamment des dispositions relatives à la dimension humaine.
Les révélations qu'il fit, dans un livre, sur les camps de travail et les prisons soviétiques lui valurent une condamnation pour agitation et propagande anti-soviétique. « La seule possibilité de lutter contre le mal et l'illégalité qui prédominent consiste à mon avis à connaître la vérité. »
Après onze ans d'emprisonnement, il meurt des suites d'une grève de la faim en décembre 1986, dans la prison de Tchistopol.
Il a été un des derniers prisonniers à mourir en cellule de détention en URSS après Iouri Galanskov en 1972 et de Vassyl Stous en 1985, Gorbatchev décidant après son décès de libérer tous les prisonniers politiques accusés d'opinions dissidentes.
Il a reçu le prix Sakharov à titre posthume en 1988.